# Oliver Rath
Pour les articles homonymes, voir Rath.
Oliver Rath est un photographe allemand né le 14 avril 1978 à Heidelberg et mort le 18 août 2016 à Berlin.

## Biographie
Oliver Rath naît en 1978 à Heidelberg. Son grand-père, Heinrich Siegfried Wöhrlin, était compositeur, musicien et directeur du Kehler Kammerchororchester. C'est l'une des raisons pour lesquelles la popularité exerce une fascination aussi importante, déjà lors de la jeunesse d'Oliver Rath. C'est également ce qui a façonné son attention.
Adulte, il part vivre à Fribourg-en-Brisgau et travaille en tant que producteur dans le milieu de la musique durant vingt ans. En tant que DJ, il a été actif sous le nom d'« Al Kapone ». 
Mais c'est en tant que vainqueur de la Red Bull Music Academy New York qu'il met au jour, en 2005, sa passion pour la photographie. Il vit et travaille depuis 2010 à Berlin, « Der Welthauptstadt der Kreativen » soit « la capitale mondiale des (gens) créatifs », selon le Berliner Zeitung, où il a ouvert en 2012 une galerie d'art, la Rath Gallery consacrée à la photographie et à l'art contemporain. Il crée également un photoblog, qu'il utilise comme support pour montrer sa vie et son art : photo-portraits, photos de mode et photo de nu.
Il meurt le 18 août 2016 à Berlin, à 38 ans.

## Style et travail
Ses images vont des prises de vues très spontanées, instantanées et prises sur le vif, aux œuvres plus conceptuelles. Le dynamisme, la provocation, l'humour et les représentations sans vergogne façonnent ses images. Sur son blog, ce sont tous les jours de nouvelles images et de nouveaux exemples de vie quotidienne qui sont dévoilés, montrant les facettes de la vie berlinoise de manière bien souvent exagérée. « Les photographies ressemblent à des scènes de films, avec une chorégraphie prévue, des accessoires et des acteurs », s'enthousiasmait le Designmagazin page 2011.
Il a travaillé aux côtés de Karl Lagerfeld, Eva Padberg, Dieter Hallervorden et Franziska Knuppe en représentant ces portraits de célébrités, et a également travaillé pour des campagnes pour le RTL Spendenmarathon 2011/2012, le Junge Helden Organspende Kampagne 2011 et Das Leben ist kein U-Bahnhof 2012. En 2012, le prix SWR New Pop Artist lui a été décerné (?). En 2012 toujours, il reçoit le premier prix du projet d'art Aufmacherkunst de la presse du Mittelbaden en Allemagne pour son travail Denkzettel.

### Expositions
2009.12.12

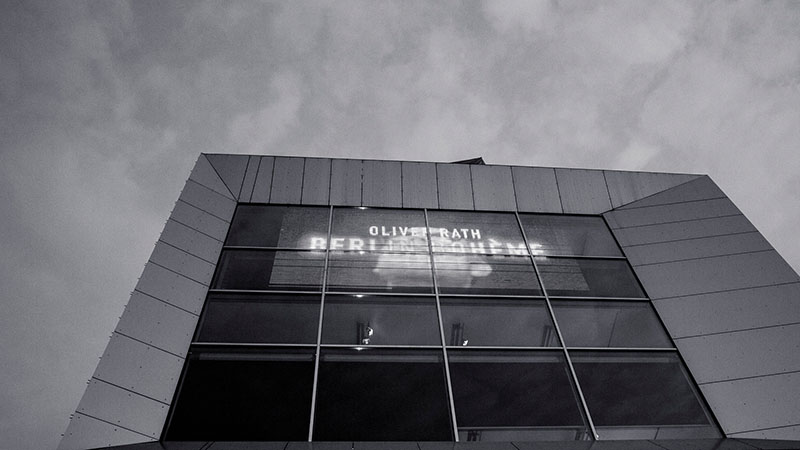
Oliver Rath Book Release Berlin Bohème Show Humboldt Box Berlin (2014).

- Solo Show - Konzerthaus - Fribourg

2010.07.10
- Artburg - Konzerthaus, Fribourg

2011.04.09
- Solo Show – Vicious Gallery – Hambourg

2011.05.26
- AutomART - Altonaer Kaispeicher – Hambourg

2011.05.28
- AutomART - G5 – Munich

2011.06.28
- Die Menge macht das Gift – Ballhaus Ost – Berlin

2011.07.23
- Berlin Germany – Solo Show – Galerie Springmann – Fribourg

2011.08.10
- Schuld sind deine Freunde – Solo Show – Nhow – Berlin

2011.11.07
- Exhibition X Altruism – Galerie Kollaborativ – Berlin

2011.12.08
- Augen Lügen Nicht – Funk Royal Eyware – Berlin

2011.12.11
- Laub – an Artshow about the fall – KTV – Berlin

2011.12.14
- Gif. Me. Berlin. – HBC – Berlin

2011.12.15
- Show Kaze – 301 S.Western AVE – Los Angeles

2011.12.15
- Windows Phone 7.5 Hotel: Ghostbusters – Alte Münze – Berlin

2011.12.18
- Art ‘ UP – The Ground Breakers – Paris

2012.04.13
- Fleischwaren – Kunsthalle – Heidelberg

2012.04.19
- Augen Lügen Nicht – Funk Royal Eyware – Munich

2012.09.12
- SWR3 NEW POP ARTIST 2012 – Kristallsaal LA8 – Baden-Baden

2012.09.11
- Lasst uns Kind sein – Amano Hotel - Berlin